# 安保能形
安保 能形（あぼ よしかた）は、戦国時代から安土桃山時代にかけての武士。出羽国櫛引郡余目余目館主。

## 略歴
安保氏は出羽の国人。祖は安保忠実（直実）であり、武蔵七党・丹党の流れを組み、高師直の家臣であったとされる。忠実が正平年間に入部し、以後安保氏は16代能形の代まで続いた。
安保氏は櫛引郡でも独立した勢力であったが、天正3年（1575年）に能形が病死すると、勢力拡大を目論む大宝寺義氏が余目に攻め入る。能形の弟である与次郎（田尻館主）が替わって指揮を執るが敗れ、討ち死にしたことで出羽安保氏は滅亡した。
余目館には以後、大宝寺家臣の梅木氏が入ったという。